# Leszek Blanik
Leszek Robert Blanik (Wodzisław Śląski, 1 maart 1977) is een Pools turner. 
Blanik won tijdens de Olympische Zomerspelen 2000 in het CHinese Peking de bronzen medaille op sprong. Blanik won in 2002 en 2005 de zilveren medaille tijdens de wereldkampioenschappen op sprong. In 2007 werd Blanik wereldkampioen op sprong. Tijdens de Olympische Zomerspelen 2008 won Blanik de gouden medaille op sprong. Blanik was hiermee de eerste Pool die olympisch goud won in de gymnastiek.

## Resultaten

### Olympische Zomerspelen
| Jaar | Plaats  | Resultaten |
| ---- | ------- | ---------- |
| 2000 | Sydney  | op sprong  |
| 2008 | Beijing | op sprong  |

### Wereldkampioenschappen turnen
| Jaar | Plaats    | Resultaten |
| ---- | --------- | ---------- |
| 2002 | Debrecen  | op sprong  |
| 2005 | Melbourne | op sprong  |
| 2007 | Stuttgart | op sprong  |

1896: Carl Schuhmann ·
1904: Anton Heida, George Eyser ·
1924: Frank Kriz ·
1928: Eugen Mack ·
1932: Savino Guglielmetti ·
1936: Alfred Schwarzmann ·
1948: Paavo Aaltonen ·
1952: Viktor Tsjoekarin ·
1956: Helmut Bantz, Valentin Moeratov ·
1960: Takashi Ono, Boris Sjachlin ·
1964: Haruhiro Yamashita ·
1968: Mikhail Voronin ·
1972: Klaus Köste ·
1976: Nikolaj Andrianov ·
1980: Nikolaj Andrianov ·
1984: Lou Yun ·
1988: Lou Yun ·
1992: Vitali Tsjerbo ·
1996: Aleksej Nemov ·
2000: Gervasio Deferr ·
2004: Gervasio Deferr ·
2008: Leszek Blanik ·
2012: Yang Hak-seon ·
2016: Ri Se-gwang ·
2020: Shin Jea-hwan ·
2024: Carlos Yulo